# Autópálya M1
Autópálya M1 (ungarisch für ,Autobahn M1‘) ist eine in Ost-West-Richtung verlaufende Autobahn in Ungarn und Teil der Europastraßen 60, 65 sowie 75. Sie beginnt im Westen der Landeshauptstadt Budapest und führt vorbei an Tatabánya, Győr und endet bei Hegyeshalom an der Staatsgrenze zu Österreich. Dort schließt sie an die Ost Autobahn (A4) an.
Die M1 stellt von Budapest die direkte Straßenverbindung mit den Hauptstädten von Österreich, Wien, und der Slowakei, Bratislava (via M15), her. Daher ist sie eine der wichtigsten Fernverkehrsstraßen in Ungarn.
Die Gesamtlänge der Straße beträgt 171 Kilometer.

## Geschichte

### Staatlich gebaute Sektionen
Der erste 12 km lange Abschnitt der Autobahn M7 wurde 1964 gebaut. Ab 1973 wurde in Törökbálint auf der Standspur die linke Spur gewertet und 1978 die richtige Spur in Betrieb genommen.
Von der Ausfahrt Tatabánya-Nord bis zur Ausfahrt Komárom wurde die linke Seite der Strecke 1975 fertiggestellt. Die Strecke zur Ausfahrt Győr-Ost (Kilometer 105) wurde 1977 dem Verkehr übergeben.
Der 1964 in Budaörs gebaute Abschnitt der M1 und gleichzeitig auch der M7, wurde von 1977 bis 1978 mit zwei Takten auf die heutige Breite erweitert.
Zwischen den Kilometern 12 und 16 wurde von 1979 bis 1981 die rechte Spur fertiggestellt. Im Jahr 1982 wurde die Autobahn zwischen Kilometer 38 und 66 auf die volle Breite der Straße ausgebaut. Im Jahr 1985 wurden die Abschnitte von Kilometer 25 bis 38 sowie 1987 von 16 bis 25 fertiggestellt. Im Jahr 1990 wurde auch die fehlende rechtsseitige Straße von Kilometer 66 bis 105 gebaut.

### In Konzession gebaute Sektionen
1991 erhielt Ungarn das Recht, die Weltausstellung von 1996 zu organisieren. Die Vereinbarung machte es notwendig, die Autobahn M1 so schnell wie möglich fertigzustellen. Aufgrund der sich abzeichnenden Wirtschaftskrise verfügte das Land jedoch nicht über die Ressourcen, die für den Bau der Straße erforderlich waren. Daher wurde eine Ausschreibung für private Investoren durchgeführt. Am 13. April 1993 unterzeichnete der Staat einen Vertrag mit dem Privatinvestor, der die Erste Ungarische Konzessionsautobahn Rt. Gegründet hatte. Die neue Gesellschaft hat das Recht erworben, die Fahrbahn 35 Jahre lang zu betreiben.
Im Jahr 1996 wurde die Autobahn vollständig fertiggestellt. Dies war der erste Autobahnabschnitt in Ungarn, wo Grünbrücken eingerichtet wurden.

### Streckenfreigaben
| Abschnitt                                                              | Länge   | Inbetriebnahme                                              |
| ---------------------------------------------------------------------- | ------- | ----------------------------------------------------------- |
| Budapest, Budaörsi út – Törökbálint (Gemeinsamer abschnitt mit dem M7) | 12,0 km | 1964 (1. Fahrbahn) 1978–1979 (2. Fahrbahn)                  |
| Törökbálint – Budakeszi                                                | 4,0 km  | 1979 (teilweise 1. Fahrbahn) 1981 (vollständig 2. Fahrbahn) |
| Budakeszi – Zsámbék                                                    | 9,0 km  | 1987                                                        |
| Zsámbék – Bicske                                                       | 13,0 km | 1985                                                        |
| Bicske – Tatabánya-Nord                                                | 28,0 km | 1982                                                        |
| Tatabánya-Nord – Komárom                                               | 20,0 km | 1975 (1. Fahrbahn) 1990 (2. Fahrbahn)                       |
| Komárom – Győr-Ost                                                     | 19,0 km | 1977 (1. Fahrbahn) 1990 (2. Fahrbahn)                       |
| Umfahrung Győr (Knoten Ost – West)                                     | 19,0 km | 1994                                                        |
| Győr-West – Österreichische Grenze (Hegyeshalom)                       | 42,0 km | 1996                                                        |

## Autobahnmeistereien
Die Autobahn M1 wird von 3 Autobahnmeistereien unterhalten, welche von der Magyar Közút Nonprofit Zrt. betrieben werden.
- Bicske, im 38 Kilometer langen Abschnitt
- Komárom, im 85 Kilometer langen Abschnitt
- Lébény, im 142 Kilometer langen Abschnitt

## Abschnitte als Europastraße
Folgende Europastraßen verlaufen entlang der Autópálya M1:
- E 60: Österreichische Grenze–Autobahnkreuz M0
- E 65: Autobahnkreuz M15–Dreieck Mosonmagyaróvár
- E 75: Autobahnkreuz M15–Autobahnkreuz M0

## Verkehrsaufkommen
Die Bedeutung der Autobahn hat seit dem Regimewechsel im 1990 zugenommen und ist heute Ungarns wichtigste westliche Verbindung. Abschnitte in der Nähe von Budapest gehören zu den verkehrsreichsten Straßen in Ungarn.
Durchschnittlicher täglicher Verkehr auf der Autobahn
| Abschnitt                                 | DTV    |
| ----------------------------------------- | ------ |
| Budapest (Kreuz M7 – Kreuz M0)            | 91.943 |
| Bicske (Zsámbék – Bicske)                 | 75.545 |
| Tatabánya (Tatabánya-Óváros – Tata)       | 75.274 |
| Győr (Győr-Szabadhegy – Győr-Ménfőcsanak) | 73.795 |
| Hegyeshalom (Kreuz M15 – Hegyeshalom)     | 44.039 |

## Gebührenpflichtige Strecken
Die M1 in Ungarn ist fast komplett gebührenpflichtig. Von Ausfahrt 7 bei Dreieck Egér út bis zur Grenze nach Österreich (Grenzstadt in Ungarn: Hegyeshalom-nyugat) ist die Strecke durchgehend gebührenpflichtig für PKW und LKW. Der Beginn in Budapest bis zur Ausfahrt 15 ist das einzige kleine Stückchen, das nicht gebührenpflichtig ist.
Siehe aus Maut in Ungarn

### Komitat-Vignette
Seit dem 1. Januar 2015 kann die Autobahn M1 mit der landesweit gültigen oder abschnittsweise mit einer im jeweiligen Komitat geltenden elektronischen Vignette benutzt werden. Die komitatsweiten Vignetten gelten wie folgt:
| Komitat           | Verwendbarer Abschnitt                                         |
| ----------------- | -------------------------------------------------------------- |
| Pest              | ab Dreieck Budapest, Egér út bis nach Bicske (8 km – 39 km)    |
| Fejér             | ab Herceghalom bis nach Tatabánya-Óváros (27 km – 56 km)       |
| Komárom-Esztergom | ab Szárliget bis nach Győrszentiván (48 km – 112 km)           |
| Győr-Moson-Sopron | ab Bábolna bis nach Hegyeshalom-Grenzübergang (94 km – 171 km) |